# Municipio de Colfax (Dakota del Norte)
El municipio de Colfax (en inglés: Colfax Township) es un municipio ubicado en el condado de Richland en el estado estadounidense de Dakota del Norte. En el año 2010 tenía una población de 241 habitantes y una densidad poblacional de 1,57 personas por km².

## Geografía
El municipio de Colfax se encuentra ubicado en las coordenadas 46°30′1″N 96°55′35″O / 46.50028, -96.92639. Según la Oficina del Censo de los Estados Unidos, el municipio tiene una superficie total de 153.1 km², de la cual 153,1 km² corresponden a tierra firme y (0 %) 0 km² es agua.

## Demografía
Según el censo de 2010, había 241 personas residiendo en el municipio de Colfax. La densidad de población era de 1,57 hab./km². De los 241 habitantes, el municipio de Colfax estaba compuesto por el 99,59 % blancos, el 0,41 % eran amerindios. Del total de la población el 0 % eran hispanos o latinos de cualquier raza.